# 渋沢信雄
渋沢 信雄（しぶさわ のぶお、正字体：澁澤 信雄、1898年〈明治31年〉6月21日 - 1967年〈昭和42年〉2月12日）は、日本の商人（福本書院、独逸書輸入書籍商）、実業家、会社役員、澁澤倉庫監査役。祖父は渋沢栄一、父は渋沢篤二。長男は元ソニー取締役の渋沢裕。兄は渋沢敬三。

## 生涯

### 幼少期・青年期
1898年6月21日、子爵・渋沢栄一の嫡男・篤二と妻・敦子の次男として東京府東京市深川区〈現在の東京都江東区〉にて生まれる。
敦子の父（母方の祖父）は羽林家の公卿出身の元老院議官を務めた伯爵橋本実梁である。子爵・渋沢敬三の長弟で、渋沢智雄の次兄。現渋沢家当主の渋沢雅英と生物学者の服部黎子の叔父で、渋沢芳昭の伯父にあたる。渋沢武之助、渋沢正雄、渋沢秀雄の甥である。
1913年に父の篤二が廃嫡になった後は母と兄の敬三や弟の智雄と共に借家を転々とするものの、その後兄の敬三が篤二に代わり渋沢家の跡継ぎとなったので渋沢家に戻った。
1917年（大正6年）に開かれた日米有志協議会の米国側委員等が綱町の渋沢邸に宿泊し、栄一の嫡孫（後継者）となっていた兄・敬三と共にその接待事務等に当たるなど実業家として着実に経験を積んでいった。
京都帝国大学文学部哲学科を卒業した（なお、信雄の従兄弟である阪谷俊作も京都帝国大学を卒業している）。

### 実業家として
1931年の音楽家齋藤秀雄の妹である敦子夫人との結婚を機に分家し、弟の智雄とともに分家という立場から栄一から家督継承した兄の敬三を支えた。結婚翌年の1932年には夫妻の長男である渋沢裕（元ソニー取締役）が誕生した。その4年後の1936年には次男の渋沢彰も誕生している。
余談であるが信雄の妻の名前は「敦子」で信雄の母の名前も「敦子」であったため、嫁姑で同姓同名という珍しい状況であった。
兄の敬三と同じく実業家としても活動し「福本書院」と称し、1926年（昭和元年、大正15年）からは独逸書輸入を友人である福本初太郎と共同経営を始める。祖父・渋沢栄一が設立に携わった秩父鉄道、東京製綱、秩父セメント、玉村式索道などの取締役や、渋澤倉庫監査役、中外商工社長などを要職を歴任した。趣味はゴルフ、乗馬と幅広かった。住所は東京都品川区上大崎長者丸である。
なお、信雄が1938年に目黒区上大崎に建てた自邸の洋館は1985年に志賀高原に移築され、資料館「志賀山文庫」を経て、2017年よりレストランとして利用されている。
余談であるが信雄の孫娘（長男・裕の娘）は浩宮徳仁親王（今上天皇）のお妃候補に名前が上がったことがある。

### 晩年・死去
1967年、2月12日に満68歳（享年70）で死去した。兄の敬三は1963年に67歳で、弟の智雄は1947年に46歳でそれぞれ信雄より先に他界しているため信雄が篤二の子供の中でもっとも長命かつ最後の存命人物となっていた。
菩提寺は渋沢子爵家の菩提寺でもある寛永寺で、墓所は渋沢子爵家代々の墓所がある谷中霊園にある。

## 年譜
- 1898年、6月21日に渋沢栄一の嫡男渋沢篤二と妻・敦子の次男として生まれる。祖父の栄一から「信雄」という名前を名づけられる。２歳上の兄に渋沢敬三（子爵、第49代大蔵大臣）がいる。
- 1900年、祖父の渋沢栄一が男爵となる。
- 1901年、3月5日に弟の渋沢智雄（実業家、会社役員）が誕生する。
- 1913年、父の篤二が病の為、廃嫡となる。またこれと前後して母敦子は信雄を始めとする子供を連れ渋沢家を出、借家を借り生活を始める。
- 1915年、篤二に代わり跡取り（嫡孫）となった兄・敬三の渋沢同族株式会社の社長就任を機に渋沢家に戻る。
- 1920年、祖父の渋沢栄一が子爵となる。
- 1926年、友人の福本初太郎と共に独逸書輸入会社である「福本書院」を設立する。
- 1931年、音楽家齋藤秀雄の妹である齋藤敦子と結婚を機に分家する。同年11月11日に祖父の渋沢栄一が死去（享年92）。
- 1932年、父の篤二が死去（享年61）。またこの年、長男の渋沢裕（元ソニー取締役）が誕生する。
- 1936年、次男の渋沢彰が誕生する。
- 1943年、母敦子が死去。
- 1947年、4月29日に弟の渋沢智雄が死去（46歳没）。
- 1963年、10月25日に兄の渋沢敬三が死去（67歳没）。
- 1967年、2月12日に死去。満68歳没（享年70）。渋沢篤二の子息の中で最も長命かつ最後の存命人物であった。

## 家族・親族
渋沢家

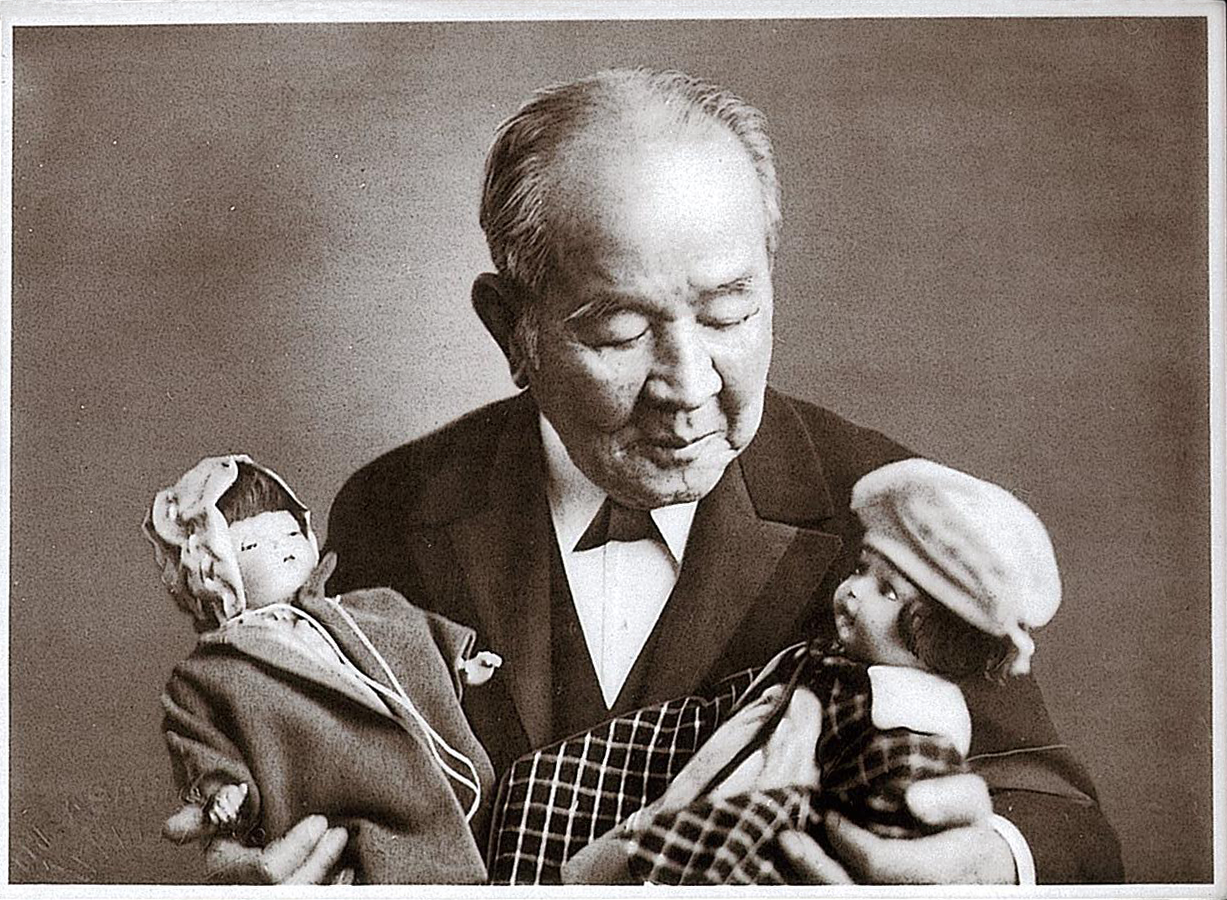
父方祖父の渋沢栄一。

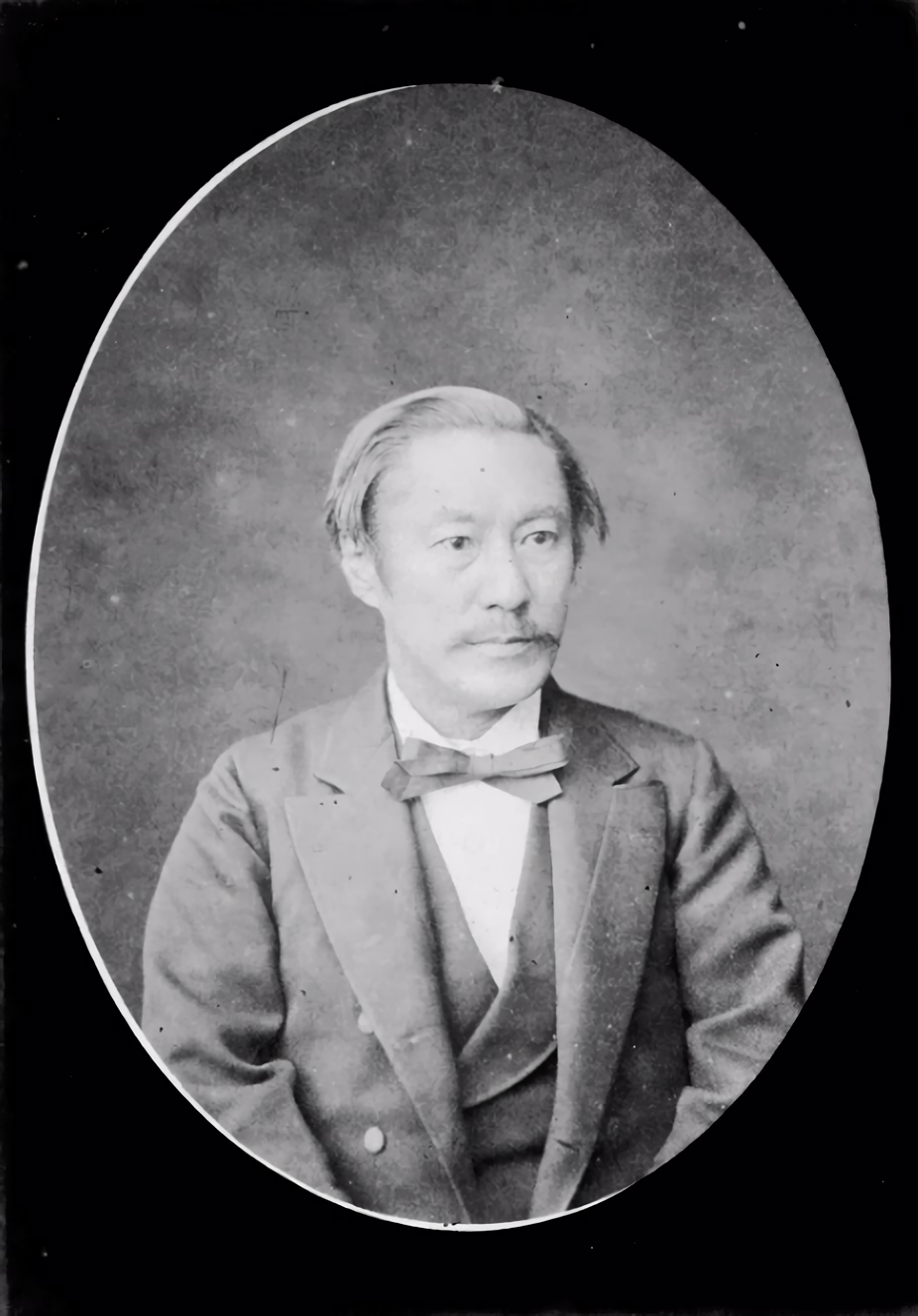
母方祖父の橋本実梁。

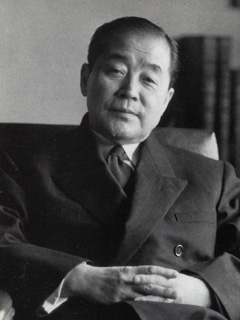
兄の渋沢敬三。

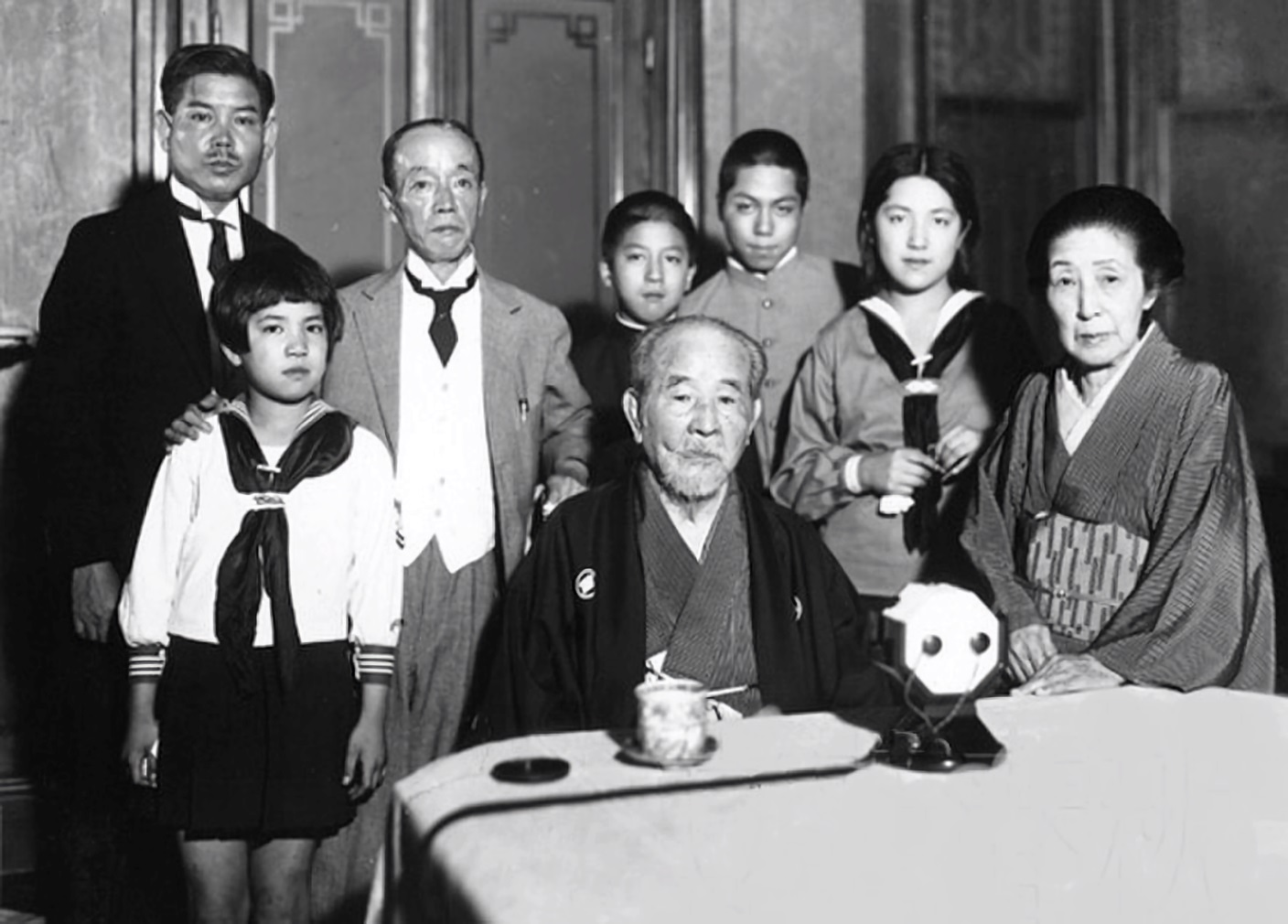
渋沢家の人々。

- 妻・敦子（1904年 - 2003年、齋藤秀雄の妹）[3][6]
- 長男・裕　（1932年-　）[3][6]
- 二男・彰（1936年-　)[3][6]
- 孫・肇子

親戚
- 渋沢敬三（兄、子爵、実業家）
- 渋沢智雄（弟、実業家）
- 渋沢雅英（甥、現渋沢家当主）
- 穂積重遠（法学者）
- 阪谷希一（政治家）
- 穂積真六郎
- 齋藤秀雄（義兄、音楽家）

## 登場作品
- 青天を衝け (NHK大河ドラマ、2021年。演：岡部ひろき)